# Шняківська сільська рада
Шня́ківська сільська́ ра́да — адміністративно-територіальна одиниця та орган місцевого самоврядування в Ніжинському районі Чернігівської області. Адміністративний центр — село Шняківка.

## Загальні відомості
Шняківська сільська рада утворена у 1990 році.
- Територія ради: 16,39 км²
- Населення ради: 435 осіб (станом на 2001 рік)

## Населені пункти
Сільській раді підпорядковані населені пункти:
- с. Шняківка

## Склад ради
Рада складається з 12 депутатів та голови.
- Голова ради: Лисенко Володимир Гаврилович
- Секретар ради: Майко Людмила Миколаївна

### Керівний склад попередніх скликань
| Прізвище, ім'я, по батькові  | Основні відомості                                                                                        | Дата обрання | Дата звільнення |
| ---------------------------- | --- | ------------ | --------------- |
| Лисенко Володимир Гаврилович | Сільський голова, 1958 року народження, освіта середня спеціальна                                        | 26.03.2006   | 31.10.2010      |
| Лисенко Володимир Гаврилович | Сільський голова, 1958 року народження, освіта середня спеціальна, член політичної партії «Наша Україна» | 31.10.2010   |                 |

Примітка: таблиця складена за даними сайту Верховної Ради України

### Депутати
За результатами місцевих виборів 2010 року депутатами ради стали:

#### За суб'єктами висування
| Суб'єкт висування | Кількість обраних депутатів | %   |
| ----------------- | --------------------------- | --- |
| Самовисування     | 12                          | 100 |

#### За округами
| № округу | Прізвище, ім'я, по батькові    | Дата визнання обраним | Освіта  | Партійна приналежність | Відомості про обраного депутата                                |
| -------- | ------------------------------ | --------------------- | ------- | ---------------------- | -------------------------------------------------------------- |
| 1        | Лавреха Тетяна Петрівна        | 05.11.2010            | середня | позапартійна           | Шняківська сільська рада, головний бухгалтер                   |
| 2        | Майко Надія Миколаївна         | 05.11.2010            | середня | позапартійна           | тимчасово не працює                                            |
| 3        | Майко Людмила Миколаївна       | 05.11.2010            | середня | позапартійна           | Шняківська сільська рада, секретар                             |
| 4        | Білан Юлія Григорівна          | 05.11.2010            | середня | позапартійна           | тимчасово не працює                                            |
| 5        | Степаненко Ольга Олександрівна | 05.11.2010            | середня | позапартійна           | тимчасово не працює                                            |
| 6        | Макаренко Сергій Андрійович    | 05.11.2010            | середня | позапартійний          | ТОВ «Агронадія», водій                                         |
| 7        | Резвін Антоніна Миколаївна     | 05.11.2010            | середня | позапартійна           | Шняківська сільська бібліотека, бібіліотекар                   |
| 8        | Майко Ольга Олександрівна      | 05.11.2010            | середня | позапартійна           | тимчасово не працює                                            |
| 9        | Харчеко Оксана Миколаївна      | 05.11.2010            | середня | позапартійна           | Шняківський фельдшерсько-акушерський пункт, медична сестра     |
| 10       | Шолудько Оксана Миколаївна     | 05.11.2010            | вища    | позапартійна           | Ніжинське управління соціального захисту, соціальний працівник |
| 11       | Марченко Надія Володимирівна   | 05.11.2010            | середня | позапартійна           | Шняківська сільський магазин, продавець                        |
| 12       | Смоленська Надія Павлівна      | 05.11.2010            | середня | позапартійна           | тимчасово не працює                                            |